# Рут, Грегори
Грегори Рут (англ. Gregory Koch Ruth, 20 мая 1939, Бетлехем — 30 июня 1974) — американский борец вольного стиля, победитель Панамериканских игр, бронзовый призёр чемпионата мира, участник летних Олимпийских игр 1964 года в Токио.

## Биография
На Олимпиаде в Токио в первом круге выиграл у шведского борца Матти Пойкала, а во втором — монгольского борца Данзандаржаагийна Сэрээтэра. В третьем круге Рут потерпел поражение от представителя Японии Ивао Хориути. В следующем круге Рут нанёс поражение борцу из Австралии Сидни Марчу, набрал 6 штрафных очков и по этой причине выбыл из дальнейшей борьбы.